# Premier 15s 2021-22
La Premier 15s 2021-22 fue la quinta edición del torneo profesional de rugby femenino de Inglaterra.

## Sistema de disputa
Cada equipo disputó sus encuentros frente a cada uno de los rivales en condición de local y de visitante, posteriormente los mejores cuatro equipos clasificaron a los postemporada para definir al campeón del torneo
Puntuación
Para ordenar a los equipos en la tabla de posiciones se los puntuará según los resultados obtenidos.
- 4 puntos por victoria.
- 2 puntos por empate.
- 0 puntos por derrota.
- 1 punto bonus por ganar haciendo 3 o más tries que el rival.
- 1 punto bonus por perder por siete o menos puntos de diferencia.

## Desarrollo

### Fase regular
| Pos. | Equipo                        | Encuentros | Encuentros | Encuentros | Encuentros | Tantos | Tantos | Tantos | PB | Puntos |
| Pos. | Equipo                        | PJ         | PG         | PE         | PP         | F      | C      | Dif    | PB | Puntos |
| ---- | ----------------------------- | ---------- | ---------- | ---------- | ---------- | ------ | ------ | ------ | -- | ------ |
| 1    | Saracens                      | 18         | 16         | 0          | 2          | 645    | 358    | +287   | 13 | 77     |
| 2    | Exeter Chiefs                 | 18         | 13         | 1          | 4          | 650    | 275    | +375   | 12 | 66     |
| 3    | Bristol Bears                 | 18         | 11         | 1          | 6          | 525    | 314    | +211   | 16 | 62     |
| 4    | Harlequins                    | 18         | 12         | 0          | 6          | 579    | 309    | +270   | 13 | 61     |
| 5    | Wasps RFC                     | 18         | 9          | 1          | 8          | 440    | 327    | +113   | 13 | 52     |
| 6    | Gloucester-Hartpury           | 18         | 9          | 1          | 8          | 541    | 327    | +214   | 13 | 51     |
| 7    | Loughborough Lightning        | 18         | 9          | 2          | 7          | 441    | 372    | +69    | 11 | 51     |
| 8    | Worcester Warriors            | 18         | 6          | 0          | 12         | 427    | 483    | –56    | 11 | 35     |
| 9    | Sale Sharks                   | 18         | 2          | 0          | 16         | 293    | 599    | –306   | 6  | 14     |
| 10   | Darlington Mowden Park Sharks | 18         | 0          | 0          | 18         | 63     | 1240   | –1177  | 0  | 0      |

|  | Clasificado a postemporada. |

### Semifinal
| 22 de mayo de 2022 | Saracens | 30 - 10 | Harlequins |  |  |

| 22 de mayo de 2022 | Exeter Chiefs | 28 - 24 | Bristol Bears |  |  |

### Final
| 3 de junio de 2022 | Saracens | 43 - 21 | Exeter Chiefs |  |  |

| Bandera de Inglaterra |
| Campeón Saracens      |
| Tercer título         |